# Vogelsang-Warsin
Vogelsang-Warsin (do 9 grudnia 1995 Vogelsang) – gmina w Niemczech w kraju związkowym Meklemburgia-Pomorze Przednie, w powiecie Vorpommern-Greifswald, wchodzi w skład Związku Gmin Am Stettiner Haff.

## Położenie
Gmina leży w północnej części Puszczy Wkrzańskiej (Uckermünde Heide). Wschodnia jej część leży nad Jeziorem Nowowarpieńskim (Neuwarper See).

## Przypisy

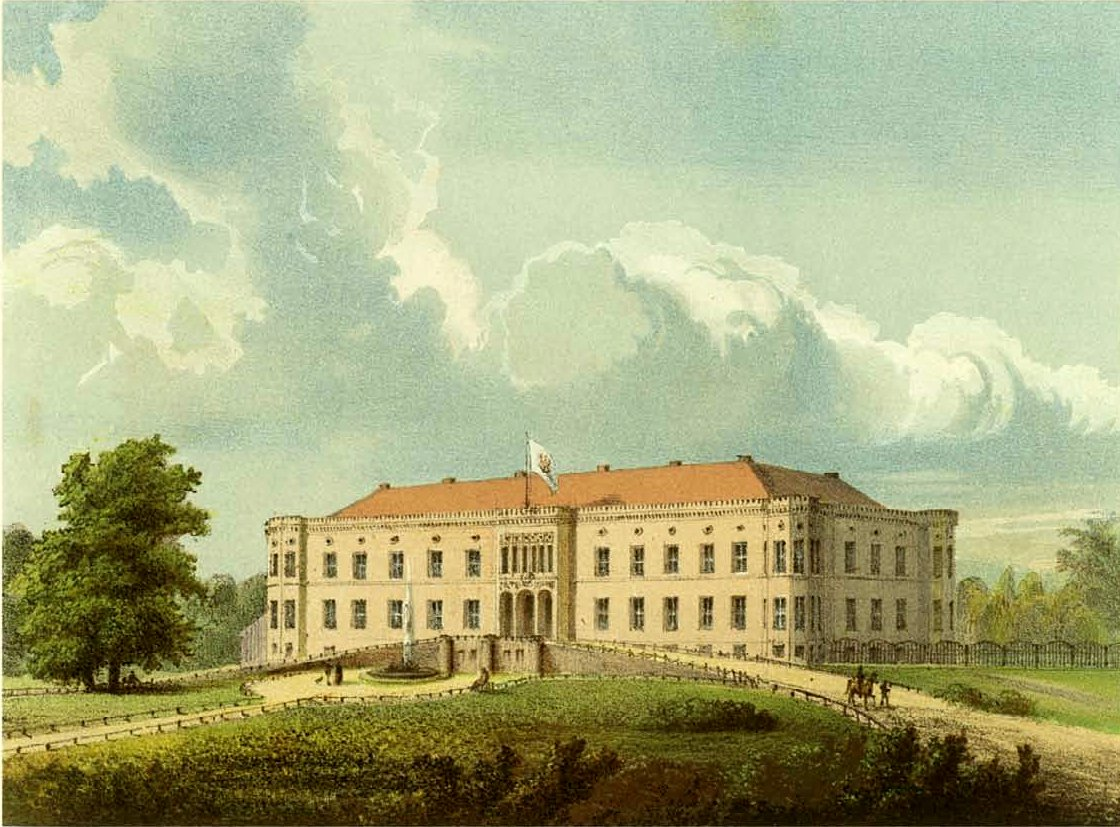
Zamek Vogelsang, Alexander Duncker